# Hemanthias peruanus
Hemanthias peruanus är en fiskart som först beskrevs av Steindachner, 1875.  Hemanthias peruanus ingår i släktet Hemanthias och familjen havsabborrfiskar. IUCN kategoriserar arten globalt som livskraftig. Inga underarter finns listade i Catalogue of Life.